# 凯鲁戈亚
凯鲁戈亚（Kerugoya）是肯尼亞的城鎮，位於該國中部，由中部省負責管轄，是基里尼亞加郡的首府，處於卡拉蒂納以東10公里和恩布以西40公里，1999年人口39,441。